# Albert Popwell
Albert Popwell, född 15 juli 1926 i New York, död 9 april 1999 i Los Angeles, var en amerikansk skådespelare som var professionell dansare innan han blev skådespelare. Medverkade i enstaka avsnitt i ett flertal TV-serier, bland andra Kojak, Columbo, Hulken, Simon & Simon, The A-Team och Magnum.
Popwell hade många biroller på 1970- och 80-talen.

## Filmografi
- 1953 - Den brune bombkastaren - reporter i omklädningsrum (ej krediterad)
- 1968 - Helvetets utpost - Samuel
- 1968 - Coogans bluff - Wonderful Digby
- 1971 - Dirty Harry - bankrånare (ej krediterad)
- 1972 - Snuten i 87:e - Lewis
- 1973 - Cleopatra Jones - specialagent - Matthew Johnson
- 1973 - Fallgropen - Percy Randolph
- 1973 - Sjusovaren - omprogrammerande vetenskapsman
- 1973 - Magnum Force - hallick
- 1974 - Lost in the Stars
- 1975 - Cleopatra Jones and the Casino of Gold - Matthew Johnson
- 1976 - The Enforcer - Hårdingen - Mustapha
- 1978 - Buddy Holly - en rocklegend - Eddie
- 1983 - Sudden Impact - Horace King
- 1987 - Who's That Girl - domare
- 1990 - Wild at Heart - barägare på Zanzibar (scenerna bortklippta)
- 1991 - Fångad i en mardröm - tjänsteman

## Teater

### Roller
| År   | Roll  | Produktion                                                           | Regi         | Teater                          |
| ---- | ----- | -------------------------------------------------------------------- | ------------ | ------------------------------- |
| 1951 | Abner | South Pacific Richard Rodgers, Oscar Hammerstein II och Joshua Logan | Joshua Logan | Majestic Theatre, New York, USA |